# Taoueille
La taoueille est un personnage du folklore acadien. C'est une Amérindienne, une sorte de sorcière dotée de pouvoirs magiques, pouvant jeter des mauvais sorts aux gens qui la ridiculisent, guérir les malades ou agir comme sage-femme. Elle est pour cette raison associée à sainte Anne et Nogami. Le masculin, très rare, est taouète.

## Origine
Au sens propre, taoueille est un acadianisme signifiant Amérindienne et par extension une femme acariâtre. Le masculin, qui est un hapax, est taouète. Selon Yves Cormier, le mot « taoueille » pourrait être originaire du micmac epitewit, ce qui signifie « devenir femme ». Il a cours dans la majeure partie de l'Acadie sauf en Nouvelle-Écosse, où sauvagesse est synonyme. L'usage du nom taoueille peut être péjoratif et même raciste.
Au sens folklorique, la taoueille est une femme amérindienne possédant certains pouvoirs magiques. 
Le folklore des francophones en Amérique du Nord associe souvent les Amérindiennes aux sorcières et le folklore acadien a fait de l'Amérindien un personnage malfaisant, à qui on ne doit pas refuser d'acheter un panier ou de donner de la nourriture. Le folklore acadien est beaucoup influencé par le folklore des Micmacs et des Malécites, en raison notamment du métissage ayant eu lieu au cours de l'histoire. Certaines légendes en lien avec les Amérindiens ont aussi été rapportées de Louisiane par les Acadiens déportés.

## Description
La taoueille peut jeter des sorts, mais jamais de façon gratuite. Ces sorts sont parfois appelés wish – un anglicisme – dans les différents récits, et son action witchcraft, ou sorcellerie. La taoueille est réputée pouvoir immobiliser ou forcer à danser une personne l'ayant ridiculisée. Ce sort était redouté, puisque la danse a souvent été associée au Diable,. La seule façon de contrer ce sort est de dessiner le visage de la taoueille et de le piquer avec une aiguille. Elle souffre alors et doit parfois revenir sur les lieux pour éviter la mort. Un autre sort rapporté est celui de forcer les animaux de ferme à faire le tour des champs; le sort est alors brisé en faisant brûler l'un des animaux, le feu étant alors un élément purificateur, présent dans plusieurs autres légendes. Dans L'Acadie pour presque rien, Antonine Maillet et R. Scalabrini rapportent une version de la légende du vaisseau fantôme de la baie des Chaleurs, où des marins auraient enlevé la fille d'une taoeuille. Elle se serait alors vengée et le bateau aurait fait naufrage le lendemain dans une tempête et aurait ensuite été forcé à brûler pour l'éternité à la veille de chaque tempête. Dans la plupart des récits, c'est l'Acadien qui l'emporte sur l'Amérindien.
La taoueille est aussi une guérisseuse, ou thaumaturge, pratiquant la « médecine d'Indiens » ou la « médecine des herbes ». Les Acadiens ont en effet longtemps fait confiance aux Amérindiens, en particulier les femmes, pour leur médecine, à une époque où les médecins étaient rares; ils étaient réputés être les meilleurs pour soigner certaines maladies spécifiques.

## Dans la culture
Il y a quelques exemples de la taoueille dans la culture acadienne, notamment dans la chanson Le Monde qu'on connait, écrite par Gérald Leblanc pour le groupe 1755. Dans la littérature, il y a La Mariecomo de Régis Brun ainsi que les romans Zélika à Cochon Vert et Otto de la veuve Hortense de Laurier Melanson. La Mariecomo a été adaptée au théâtre en 1980 et Zélika à Cochon vert en 1986.